# دينيس روسو
دينيس روسو (بالرومانية: Denis Rusu)‏ (2 أغسطس 1990 بكيشيناو في مولدوفا - ) هو لاعب كرة قدم مولدوفي في مركز حراسة المرمى. شارك مع منتخب مولدوفا تحت 21 سنة لكرة القدم. أما مع النوادي، فقد لعب مع زمبرو تشيسيناو ونادي بوليتكنيكا ياشي وFC Rapid Ghidighici ‏.

## روابط خارجية
- دينيس روسو على موقع الاتحاد الأوربي (الإنجليزية)
- دينيس روسو على موقع قاعدة بيانات كرة القدم.إي يو (الإنجليزية)
- دينيس روسو على موقع ناشيونال فوتبول تيمز (الإنجليزية)
- دينيس روسو على موقع Soccerway.com (الإنجليزية)